# كال غاردنر
كال غاردنر هو لاعب هوكي الجليد كندي، ولد في 30 أكتوبر 1924 في ترانسكونة ‏ في كندا، وتوفي في 10 أكتوبر 2001.

## وصلات خارجية
- كال غاردنر على موقع دوري الهوكي الوطني (الإنجليزية)
- كال غاردنر على موقع قاعة مشاهير الهوكي (لاعب أن.إتش.أل) (الإنجليزية)
- كال غاردنر على موقع EliteProspects.com (الإنجليزية)
- كال غاردنر على موقع HockeyDB.com (الإنجليزية)
- كال غاردنر على موقع Hockey-Reference.com (الإنجليزية)